# Panther Westwinds
Panther Westwinds, Panther Car Company ou plus simplement Panther, est une marque d'automobile anglaise ayant produit des véhicules de luxe et de sport durant les années 1972 à 1990.

## Histoire
La marque a été fondée en 1972 par Robert Jankel. Elle était spécialisée dans la production de voiture "semi-replica", c'est-à-dire des voitures s'inspirant de plusieurs modèles de grandes marques mais d'aucun en particulier, ou en ne cherchant pas à les imiter à la perfection. La plupart des véhicules produits par Panther (J.72, De Ville, Lima, Kallista) sont clairement inspirés des voitures des années 1930.
Son modèle ayant connu le plus de succès est sa réplique des cabriolets des années 1930, nommée Lima dans sa première version (carrosserie en fibre et moteurs Vauxhall), puis Kallista (carrosserie en aluminium et moteurs Ford principalement). Ce dernier modèle est assez répandu en Grande-Bretagne mais peu en France où les importations se faisaient au compte-goutte.
Après d'importantes difficultés financières, la compagnie fut reprise en 1980 par un investisseur coréen nommé Young Kim, qui redressa l'entreprise jusqu'à la production d'un cabriolet moderne, la Panther Solo (en) qui ne rencontra pas le succès escompté (car gravement concurrencé par la Toyota MR). La compagnie se retrouva une fois de plus en difficulté, et fut rachetée par le groupe coréen SsangYong, qui finit par l'absorber et supprimer ses actifs. SsangYong tenteront d'intégrer la Kallista et la Solo dans la gamme SsangYoung mais cela ne fonctionnera pas, la Solo ne sera jamais produite et la Kallista ne se vendra qu'à 77 exemplaires.
En 2001, Robert Jankel rachète la marque Panther et se lance dans un nouveau projet, la Panther J99, malheureusement Robert Jankel sera atteint d'un cancer et il décèdera le 25 mai 2005 à l'âge de 67 ans.

## Liste des véhicules produits par Panther
- 1974–75 Panther FF (en)
- 1977–78 Panther 6

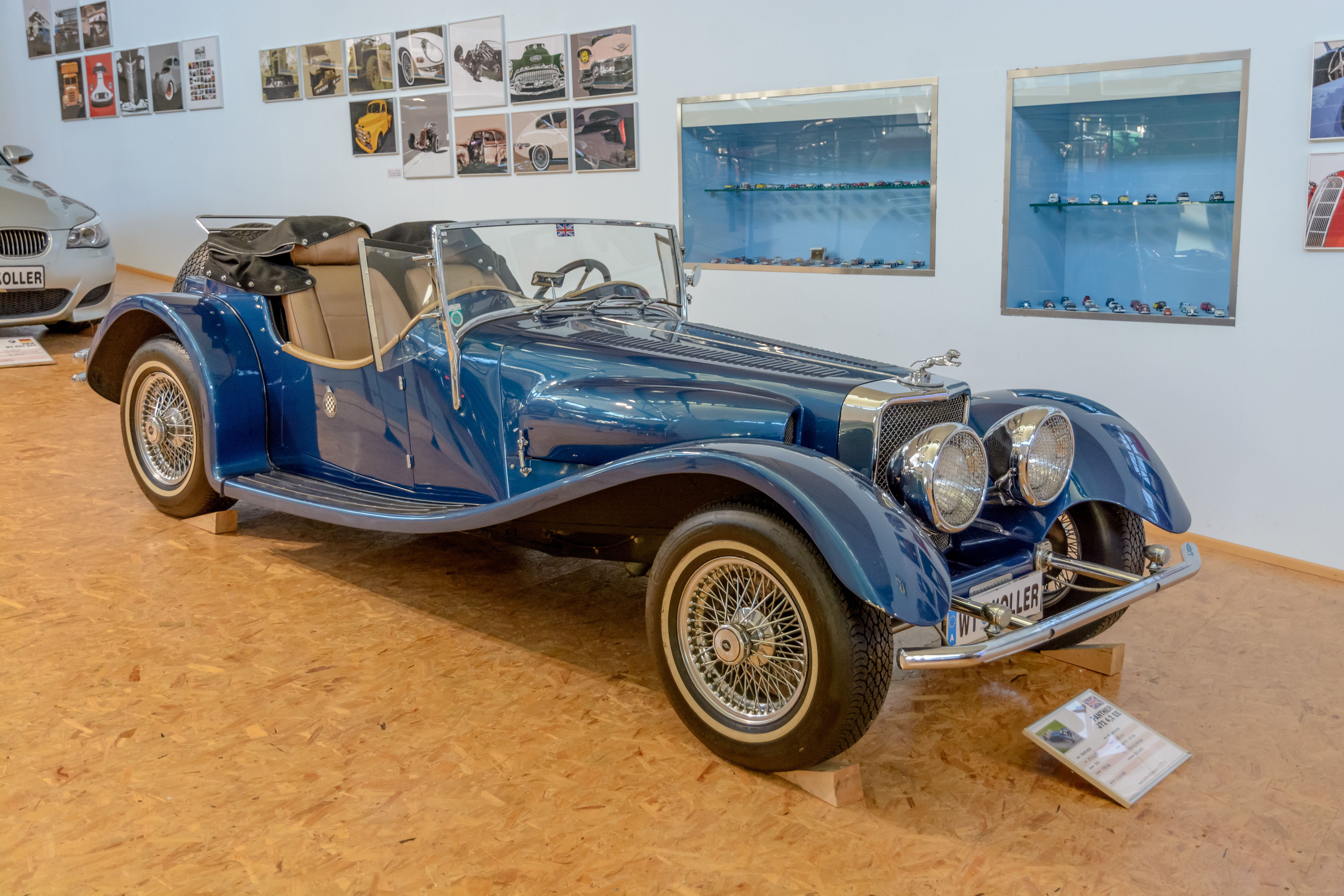
1972–81 Panther J.72
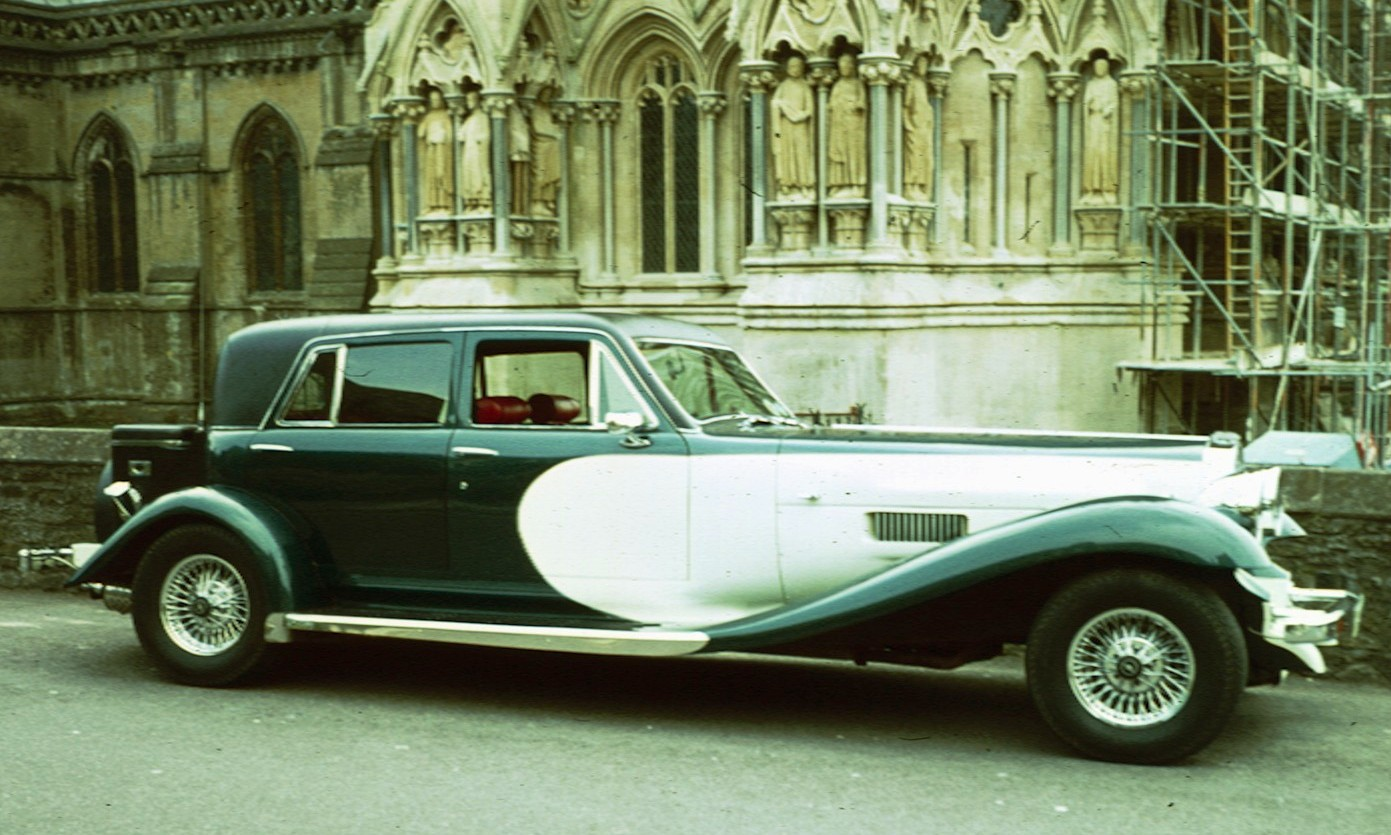
1974–85 Panther De Ville
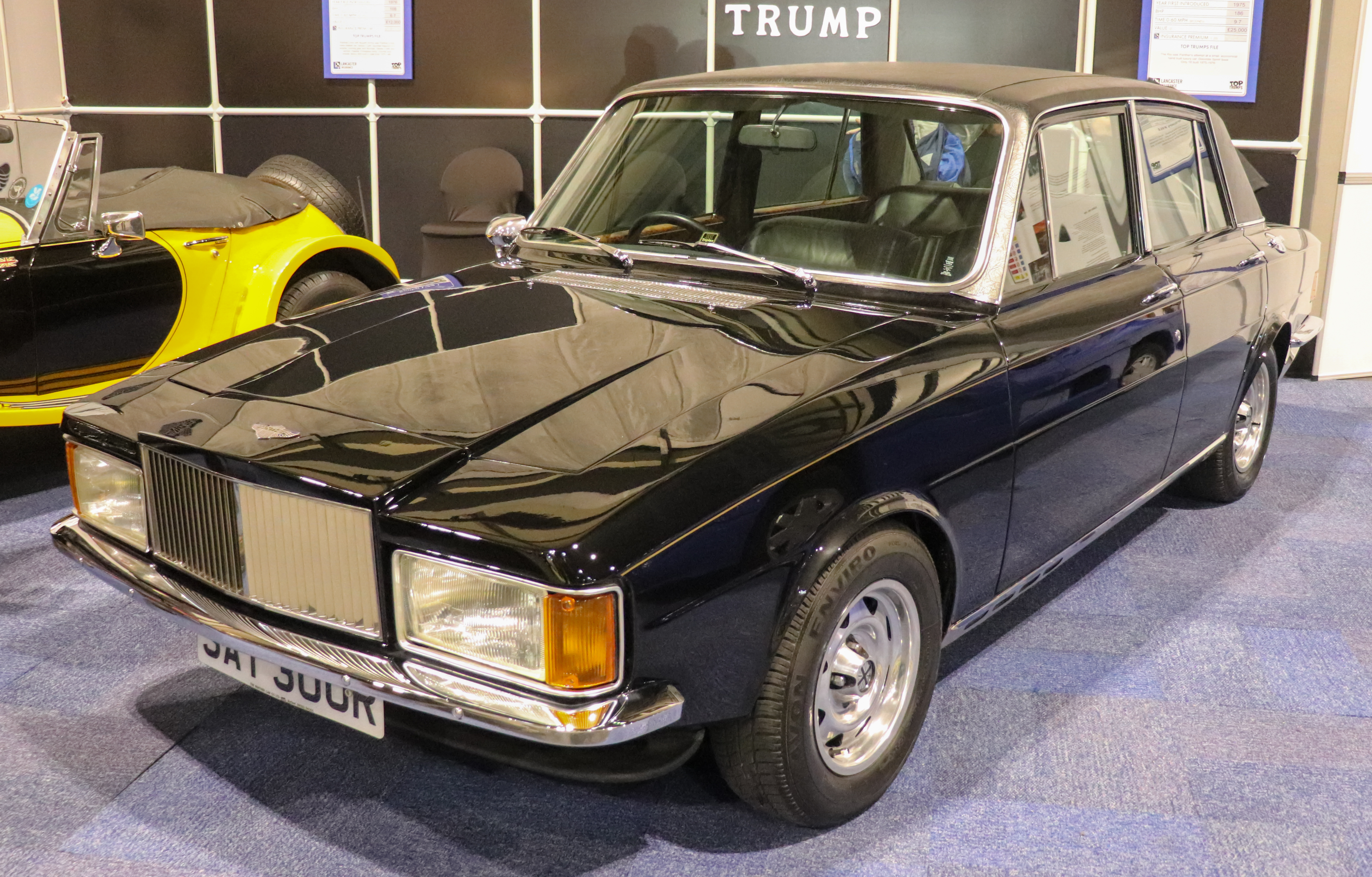
1975–77 Panther Rio (en)
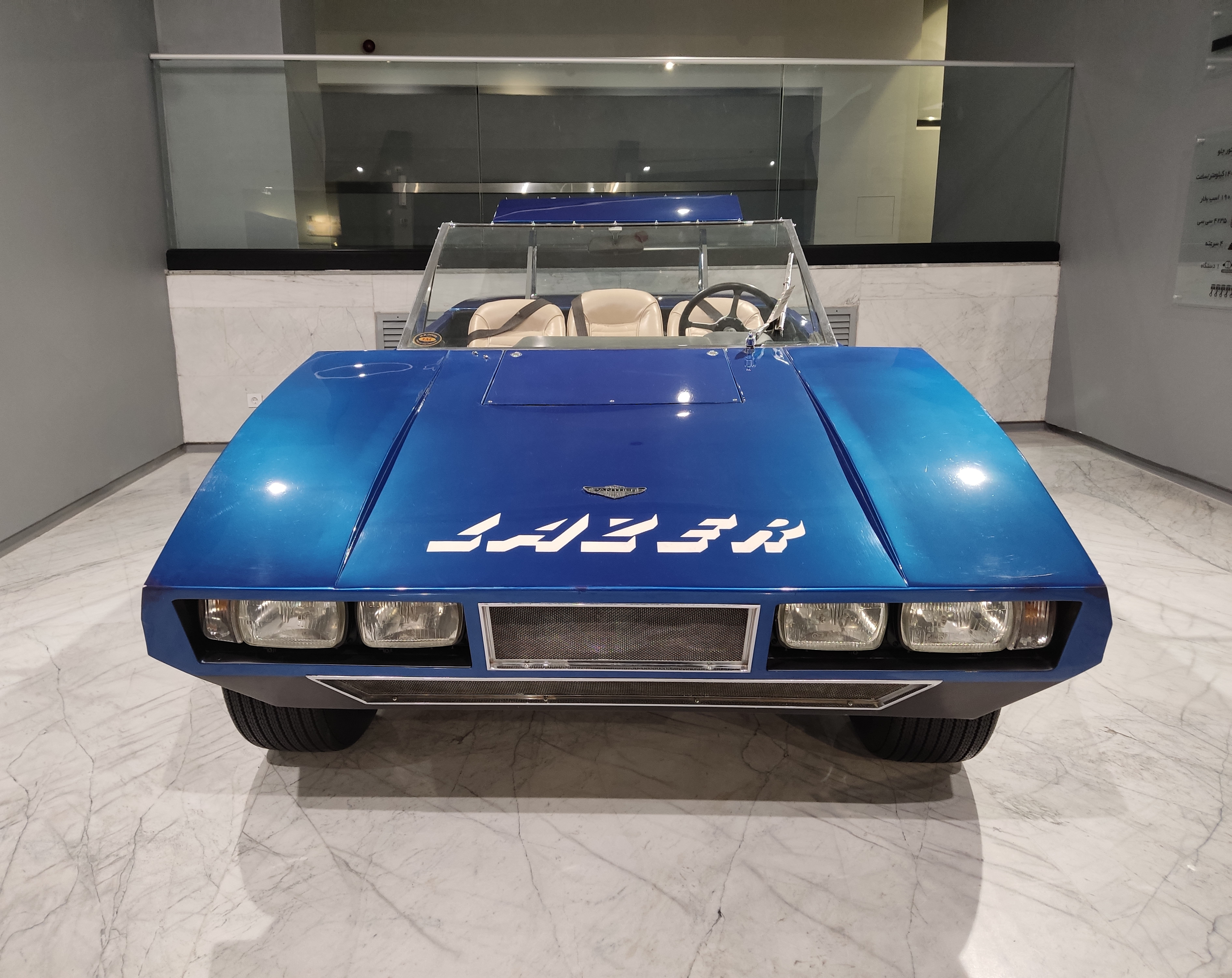
1974–74 Panther Lazer (en)
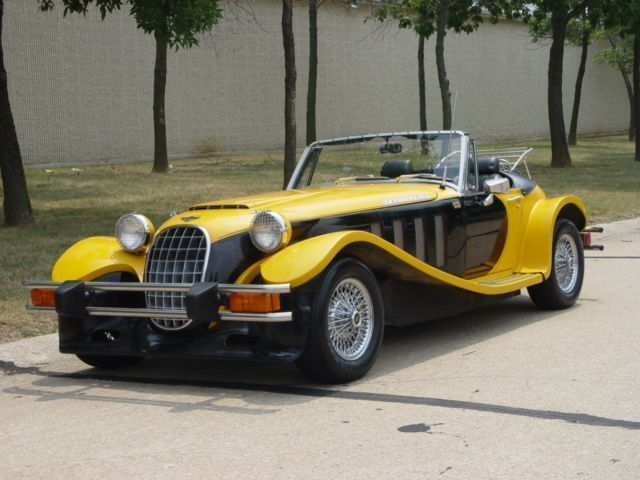
1976–82 Panther Lima
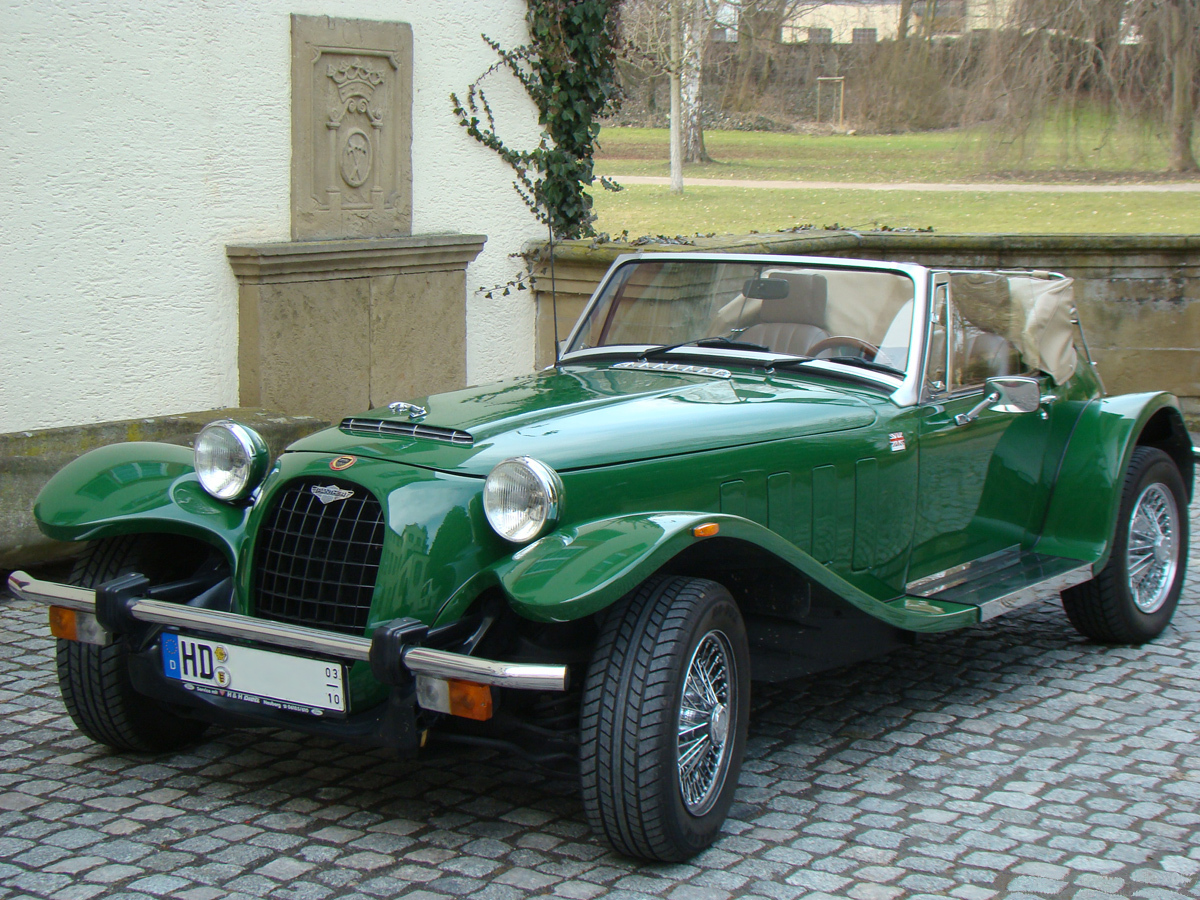
1982–90 Panther Kallista
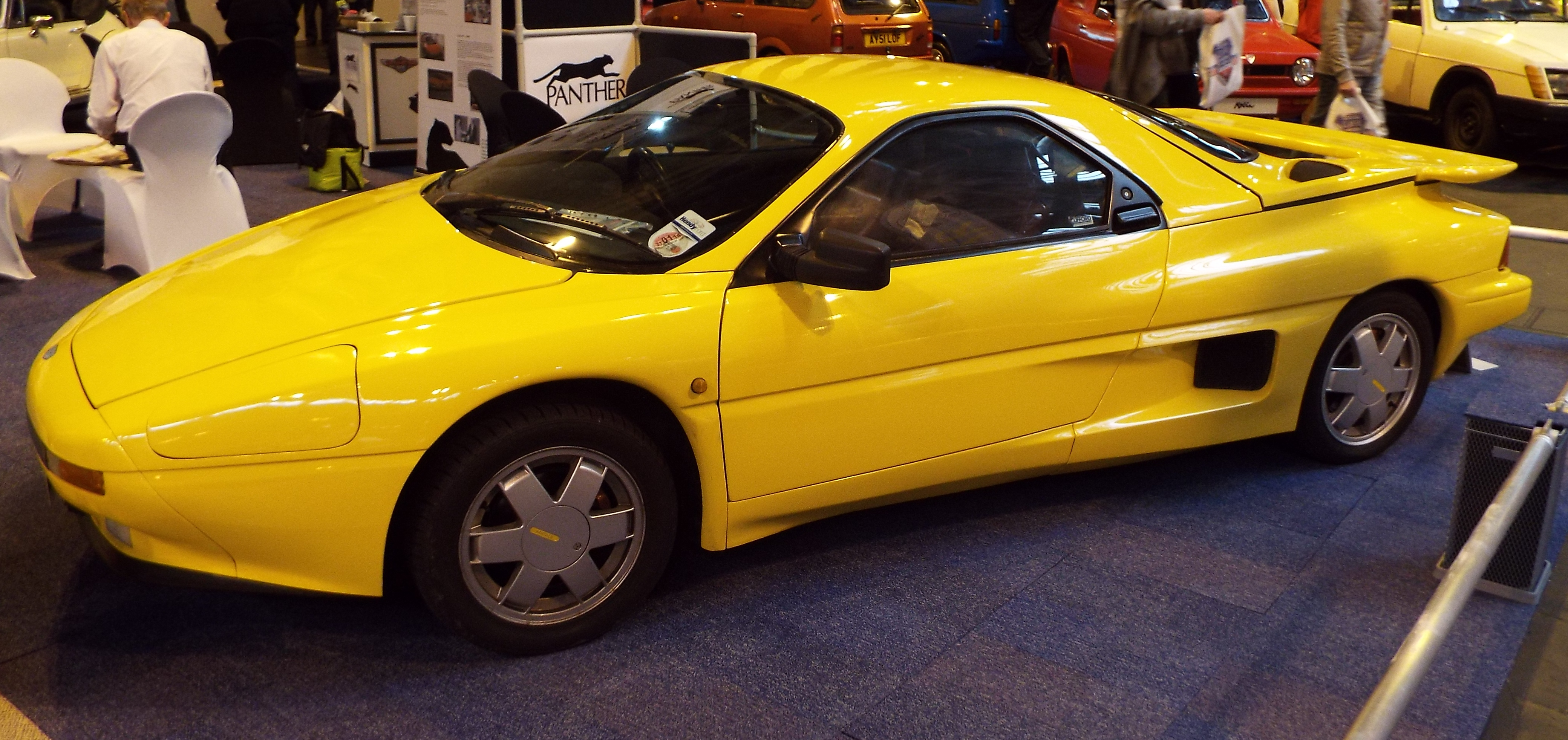
1989–90 Panther Solo (en)
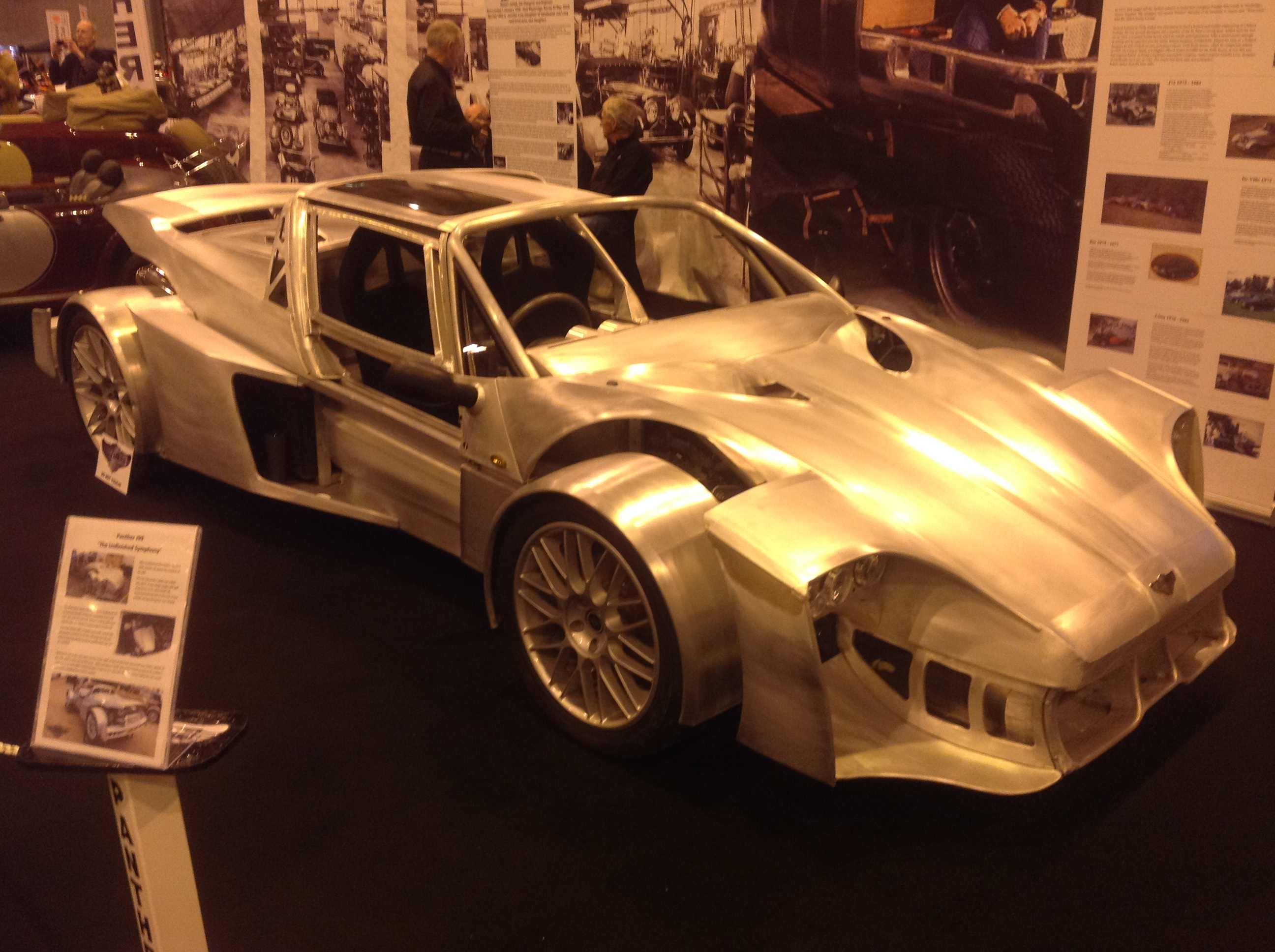
1999 Panther J99 (projet inachevé de Robert Jankel)